# Amtsgericht Lissa
Das Amtsgericht Lissa war ein preußisches Amtsgericht mit Sitz in Lissa (Provinz Posen).

## Geschichte
Das königlich preußische Amtsgericht Lissa wurde mit Wirkung zum 1. Oktober 1879 als eines von sieben Amtsgerichten im Bezirk des Landgerichtes Lissa im Bezirk des Oberlandesgerichtes Posen gebildet. Der Sitz des Gerichtes war Lissa. Sein Gerichtsbezirk umfasste den Kreis Fraustadt ohne den Teil, der dem Amtsgericht Fraustadt zugeordnet war. Am Gericht bestanden 1880 drei Richterstellen. Das Amtsgericht war damit ein mittelgroßes Amtsgericht im Landgerichtsbezirk. Der Amtsgerichtsbezirk kam aufgrund des Versailler Vertrages 1919 zu Polen, und das Amtsgericht stellte seine Arbeit ein. An seine Stelle trat das polnische Sąd Powiatowy w Lesznie. Im Jahre 1939 wurde Polen deutsch besetzt. Im Rahmen der Neuorganisation der Gerichte in Ostdeutschland und im ehemaligen Polen wurden das Amtsgericht Lissa neu gebildet und erneut dem Landgericht Lissa zugeordnet.
Im Jahre 1945 wurde der Amtsgerichtsbezirk unter polnische Verwaltung gestellt, und die deutschen Einwohner wurden vertrieben. Damit endete auch die Geschichte des Amtsgerichtes Lissa. Unter polnischer Verwaltung entstand das Sąd Rejonowy w Lesznie (1950–1975: Sąd Powiatowy w Lesznie).